# Tischtennisweltmeisterschaft 2020
Die 65. Tischtennisweltmeisterschaft sollte 2020 bzw. 2021 im südkoreanischen Busan stattfinden. Es sollten nur die Teamwettbewerbe ausgetragen werden. Wegen der COVID-19-Pandemie wurde die WM im Dezember 2020 schließlich abgesagt.

## Termin und Absage
Ursprünglich sollte die WM vom 22. bis 29. März 2020 stattfinden. Nachdem es im Zuge der COVID-19-Pandemie in der Veranstaltungsstadt Busan zu Krankheitsausbrüchen gekommen war, wurde erst die für den 22. Februar geplante Auslosung der ersten Runde verschoben und ein Krisentreffen einberufen und schließlich eine Verschiebung des gesamten Turniers bekannt gegeben. Als Termin dafür wurde vorläufig der 21. bis 28. Juni reserviert. Im April wurde der Termin auf den 27. September bis 4. Oktober verschoben, im Juli auf den 28. Februar bis 7. März 2021. Im Dezember 2020 wurde die WM endgültig abgesagt.

## Geplanter Modus
Die teilnehmenden Mannschaften werden auf drei Divisionen mit je 24 Teams aufgeteilt, jede Division wird wiederum in vier 6er-Gruppen unterteilt, in denen im Rundenturnier-Modus jeder gegen jeden spielt. Nur in der obersten Championship Division wird der Weltmeister ausgespielt, dort rücken die Gruppenersten ins Viertelfinale vor, die Gruppenzweiten- und dritten ins Achtelfinale, von wo aus es im K.-o.-Modus weitergeht. Die Gruppenvierten qualifizieren sich für das Viertel- und die Gruppenfünften und -sechsten für das Achtelfinale der Spiele um Platz 13–24. Äquivalent dazu erfolgt in den unteren Divisionen die Qualifikation für die entsprechenden Platzierungsspiele. Jedes Spiel wird im Best-of-Five-Modus ausgetragen und besteht somit aus 3 bis 5 Einzeln, die, wiederum als Best-of-Five ausgetragen, aus 3 bis 5 Sätzen bestehen. Von den Abschlussplatzierungen hängt auch die Setzung bei der nächsten Weltmeisterschaft ab.

## Titelverteidiger
Bei der letzten Team-Weltmeisterschaft im Jahr 2018 holte China beide Goldmedaillen. Hier eine Übersicht der vorigen Weltmeister.
| Damen                                                                        | Herren                                                                      |
| ---------------------------------------------------------------------------- | --------------------------------------------------------------------------- |
| Volksrepublik China Ding Ning, Liu Shiwen, Zhu Yuling, Chen Meng, Wang Manyu | Volksrepublik China Ma Long, Fan Zhendong, Xu Xin, Lin Gaoyuan, Wang Chuqin |